# Ponzano Monferrato
Ponzano Monferrato är en ort och kommun i provinsen Alessandria i regionen Piemonte i Italien. Kommunen hade 337 invånare (2018).